# Hasszán szultán mecsete

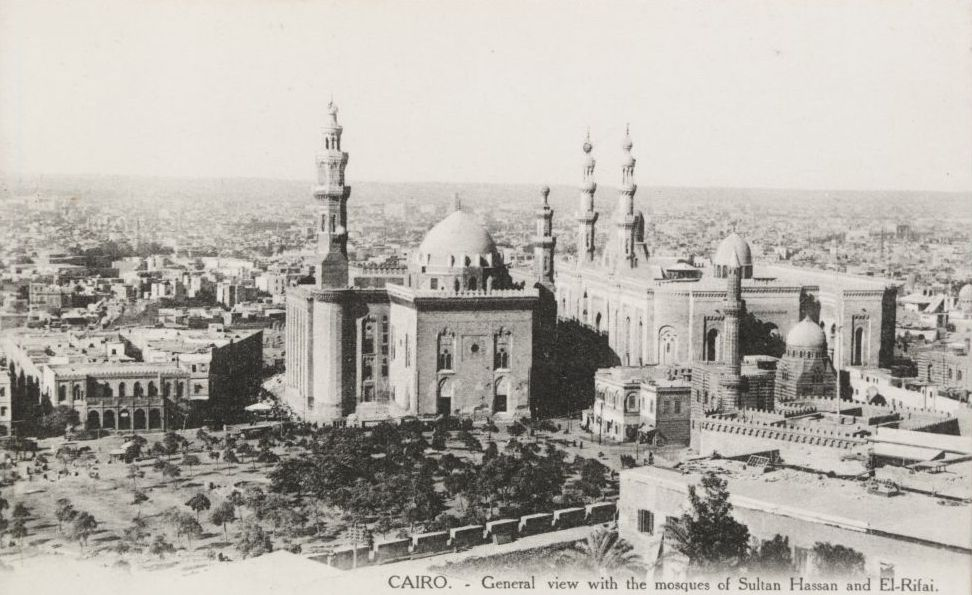
Hasszán szultán mecsete és az El-Rifai mecset

A Hasszán-szultán mecset Kairóban a maga idejében a világ legnagyobb mecsete volt. 1356 és 1363 között épült. Az építtetője An-Nászir Haszan volt, aki szultánként két ízben (1347-től 1351-ig és 1354-től 1361-ig) kormányzott Egyiptomban. Az uralkodó az olvasottságáról lett ismert, amire akkor tett szert, amikor két kormányzása között fogságban volt. A mecsethez négy medresze – iszlám oktatási intézmény – lett hozzárendelve, ami visszatükrözte Haszan érdeklődését a tanulás iránt. Az épület egy sor építészeti különlegességet vonultat fel. A 65×150 méteres alaprajz is szokatlan. Mellette közvetlenül található az Al-Rifai mecset. Ma Kairó egyik leglenyűgözőbb történelmi műemlékének tartják.

## Az építkezések
Al-Makrízi, a történész tudósítása szerint az építkezés 1356-ban kezdődött. A kortárs dokumentumok bizonyítják, hogy az épület nagy része már 1360-ban elkészült. 1361-ben a minaret azonban, ami a főkapu fölé épült beomlott. Ez számos ember halálához vezetett és a szultán számára rossz jelként értelmezték. S valóban 33 nappal később megölték. Az épület valójában soha nem készült el, bár az építési munkák folytatódtak. A szultán holtteste nem itt lett eltemetve. Az építkezés állítólag több, mint egy millió dínárba került és a mecset így a középkori Kairó legdrágább épületének számított. Az épületre vésett feliratban Muhammed Ibn Biylik Al-Muhsini van építésvezetőként feltüntetve. Ő más forrásokból is ismert és egy jelentős emír volt. Az épület jelentősége és fontossága mellett szól az a körülmény, hogy ő egy feliratban saját magát megörökíthette. 

## Az architektúra

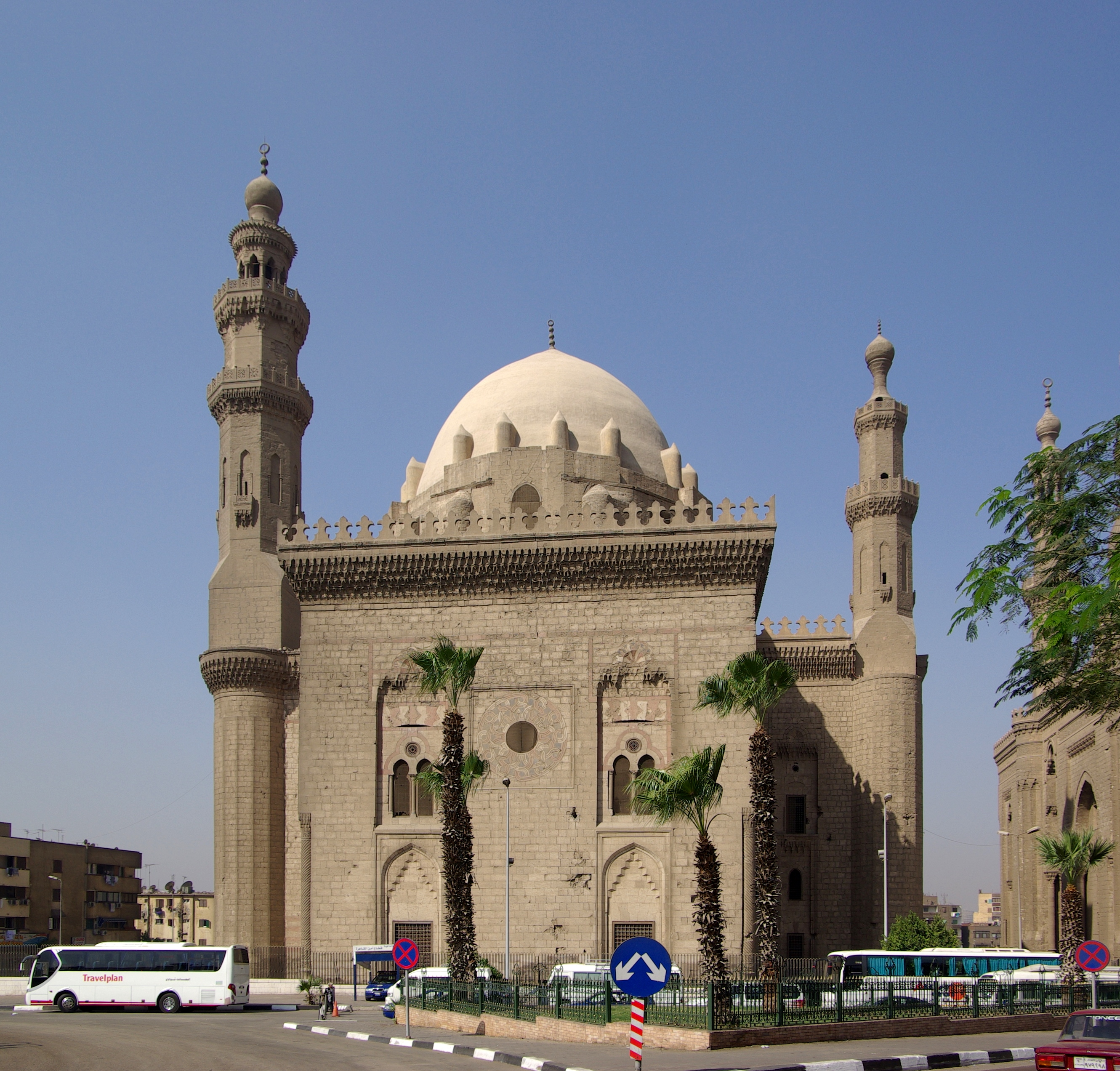
A Hasszán szultán mecset Kairóban

Az épület egy palota helyén áll, ami csak harminc évvel épült korábban és lerombolták. A mecset építéséhez azonban valószínűleg ennek a palotának az alapját és építőanyagát használták fel. 
Az épülettömb a tulajdonképpeni mecsetből, a szultán mauzóleumából és négy medreszéből áll.
Az épületegyüttes főbejárata északkeleten van. A monumentális kapu 38 m magas és gazdagon díszített. Innen egy medreszén át lehet a létesítmény magjához eljutni. Ez egy udvar, melynek mind a négy oldalán egy íván – az iszlám épületekben a fontos helyiség – van. Az udvar közepén egy kút található. A ívánok falai márvánnyal gazdagon vannak borítva. Az ívánok közötti területen vannak a medreszék, amelyek mindig saját udvarral és a tanulók részére cellákkal rendelkeznek. A magépület északkeleti és délnyugati homlokzata mindig hat magas fülkéből áll, melyekben mindig hat ablak található. Ez egyenesen egy modern külsőt ad az épületnek. A délnyugati homlokzat 150 méter hosszú.
Délen található a legnagyobb íván, ez Kairó legnagyobb ívánja is. A három falon egy szalag van egy monumentális felirattal. Mögötte található a mauzóleum. Egy négyzet alakú, három oldalán nyitott épületről van szó, amit egy kupola koronáz meg és csak egy nagy csarnokból áll. Bár az épület a legmesszebbmenően szabadon-álló, minden külső falon csak két dupla ablak van és egy kerek áttörés, így a mauzóleumot félhomály borítja. A kupola fából készült és 21 méteres átmérőjével Kairóban a legnagyobb ebből az anyagból. Az egész csarnok 30 méter magas. A kupolát 1671-ben rekonstruálták. Pietro della Valle 1616-ban az eredeti kupolát tojásformájúnak, felfelé futó csúcsosnak jellemezte. Az épületnek két minaretje van, amelyek a mauzóleumot szegélyezik, közülük az északi 1659-ben leomlott és 1671/72-ben a mai, kisebbel pótolták. Az eredeti minaret egykor két tornyocskából állt, amelyek egyetlen toronyra épültek.

## Az épületegyüttes működése

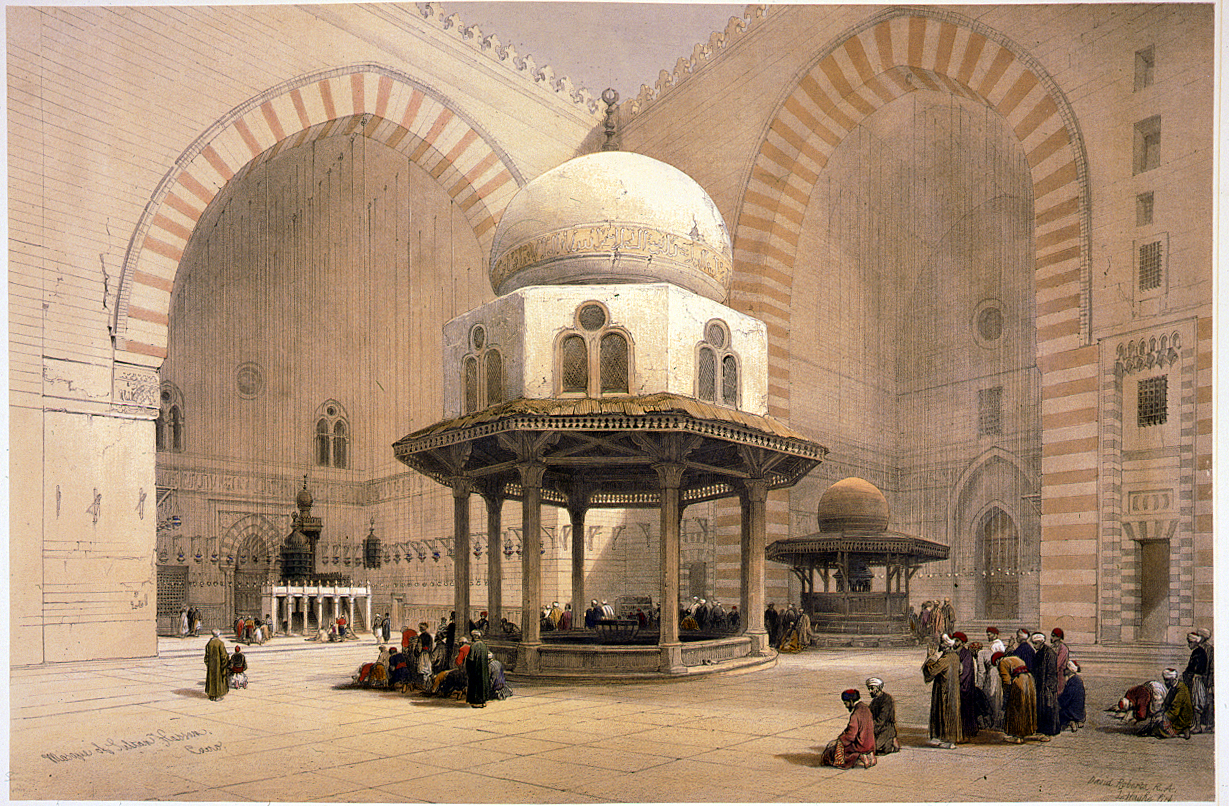
A kút a mecsetben

Haszan szultán elrendelte, hogy Egyiptomban és Szíriában a különböző mezőgazdasági üzemek jövedelme az épületegyüttes, s mindenekelőtt a medreszék fenntartására fordítódjék. Ezeknek  200 tanulója, 340 alkalmazottja és 506 egyetemi hallgatója volt. A mecsetben 48 müezzin és két prédikátor szolgált, de egyébként a szabály csak egy prédikátorról szólt.
A medreszékben az iszlám négy jogi iskoláját, de emellett medicinát és asztronómiát is oktattak.
A mecset a középkori város szélén, a citadellához közel áll. Ezáltal az épület stratégiai jelentőséggel is bírt és többször a felkelők erődítménynek használták.

## Fordítás
- Ez a szócikk részben vagy egészben  a   Sultan-Hasan-Moschee című német Wikipédia-szócikk ezen változatának fordításán alapul.  Az eredeti cikk szerkesztőit annak laptörténete sorolja fel. Ez a jelzés csupán a megfogalmazás eredetét és a szerzői jogokat jelzi, nem szolgál a cikkben szereplő információk forrásmegjelöléseként.